# Lahamu
Lahamu je božica iz babilonske mitologije.
Lahamu je rođena poslije svog brata Lahmua, od voda Apsua i Tiamat, na početku vremena. Sa svojim bratom-mužem ona je postala majka Neba, Anšara i Kišar - Zemlje, koji su začeli daljnje bogove. Ona je prikazivana kao zmija ili žena.